# Samurai Shodown III
Samurai Shodown III: Blades of Blood, conhecido como Samurai Spirits: Zankurō Musōken (サムライスピリッツ 斬紅郎無双剣, Samurai Supirittsu Zankurō Musōken; a legenda é vagamente traduzida para "Sabre sem misericórdia de Zankuro") no Japão, é o terceiro jogo da popular série de jogos de luta Samurai Shodown, desenvolvida pela SNK para Neo Geo. Enquanto que este é o terceiro jogo lançado da série principal, ela é a primeira parte de uma sequência de dois capítulos entre Samurai Shodown e Samurai Shodown II na cronologia oficial.

## História
Alguns anos antes de Ambrosia ressurgir, Zankuro desce a terra, pois se enamorara de uma mortal. Seu aspecto demoníaco despertava respeito e ódio pelos habitantes da aldeia em que foi morar. Quem ousasse desafiar as suas ordens eram mortos. Por isso, os habitantes o isolava. Mas um fato marcou a sua vida: o nascimento do seu primeiro filho. Na hora do nascimento da criança, a sua esposa descobre que veio uma menina. Com medo da reação do marido, Hisame Samira pediu para a parteira dizer para Zankuro que seu primogênito era um menino. Batizou a criança com o nome de Hiroshi. Zankuro vibrou com o nascimento do "filho". Mas só a sua esposa e a parteira sabia que a criança era uma menina. Não podiam contar para ele. Com o nascimento do filho, Zankuro estava criando sentimentos humanos. As pessoas que antes o temiam, passaram a respeitá-lo e admirá-lo. Muitos criaram simpatia por ele.
Quatro anos após o nascimento de Hiroshi, Samira engravida novamente. Depois de nove meses, veio um menino, que recebeu o nome de Shizumaru Hisame. Ele recebeu esse nome por que nasceu numa noite chuvosa. Ele vibrava. Deu uma festa no vilarejo. Zankuro estava se tornando um humano. Todos do vilarejo se tornaram amigo de Zankuro. Dois meninos era tudo o que ele pediu aos céus.
Mas, numa noite chuvosa, Samira amamentava Shizumaru. Hiroshi entra na casa todo molhado e Zankuro descobre que seu primogênito era uma menina. Aquele samurai que antes estava criando sentimentos humanos estava voltando a ser aquela criatura demoníaca. Possuído pelo ódio, Zankuro pega a sua espada e mata Hiroshi, para desespero de Samira. Sentindo-se traído, Zankuro vira a espada para Samira, que foge com Shizumaru. Ele a persegue e a mata na frente de todos do vilarejo. Todos ficaram horrorizados com a cena. Movido pelo ódio, ele começa um genocídio e vai matando todos os habitantes um por um. Depois de eliminar os habitantes da aldeia, ele volta para o corpo de Samira e encontra Shizumaru chorando. Tocado pela cena, ele pega Shizumaru e coloca num cesto.
Zankuro pega o cesto e escreve num papel o nome da criança e sai daquele vilarejo. Ao entrar num bambuzal, ele deixa o cesto da criança e foge. Prometeu a si mesmo que só mataria mais alguém se alguém o desafiasse. Ele viveu recluso num templo enquanto esperava alguém para desafiá-lo. Muitos samurais tentaram eliminá-lo, mas eram mortos. Ninguém chegava aos pés dele.
No dia seguinte ao abandono, o mestre Nicotine levou seus dois díscipulos, Haohmaru e Genjuro, para o bambuzal para dar um sermão. Seu neto Gaira foi junto, para aprender também. Enquanto eles escutavam o sermão, a chuva caia fininha. No meio do sermão, Haohmaru ouve um choro de uma criança. Genjuro pediu para que ele ficasse quieto e escutasse o sermão do mestre, mas Haohmaru estava incomodado com o choro da criança. Ele se levanta e, ao andar um pouco, encontra o cesto com Shizumaru dentro. Ele pega o cesto e fala para o mestre se podia levar a criança para o templo. Nicotine só permitiu isso se o próprio Haohmaru cuidasse do menino. Haohmaru aceitou o desafio e resolve cuidar de Shizumaru.
Os anos se passaram e Shizumaru crescia. Quando ele tinha 12 anos, ele descobre que Haohmaru era um guerreiro sagrado designado por Amaterasu para derrotar a malévola Ambrosia. Depois que ele soube da derrota dela, Shizumaru passou a admirar Haohmaru e a treinar para ser forte como ele.
No ano seguinte, os guerreiros sagrados enfrentam novamente Ambrosia, mas ela é derrotada por Nakoruru. Shizumaru também cria uma admiração por ela e ela se torna a conselheira dele. Tudo que Haohmaru aconselhava para Shizumaru, Nakoruru corrigia com tato e bondade. Foi aí que ele conheceu Rimururu, da mesma idade que ele e eles se tornaram grandes amigos. Nakoruru sobe aos céus e Rimururu faz companhia a ele. Ele confessa para Rimururu que, enquanto os combatentes enfrentavam Ambrosia pela segunda vez, ele se sentiu como que participasse da batalha, mas como inimigo. Na verdade, era a energia do pai que estava apoiando os planos de Ambrosia, juntamente com Orochi.
Rimururu aconselha Shizumaru a contar para Haohmaru sobre o estranho pressentimento. Quando Shizumaru conta, ele não leva a sério. Numa noite chuvosa, Shizumaru dorme. Mas a energia maligna que pressentia do pai o perturbava. Até que, durante um sonho, Amaterasu conta para Shizumaru sobre a sua origem demoníaca. Ele conta como sua mãe e sua irmã e outros parentes do vilarejo foram assassinados por Zankuro. Shizumaru acorda desesperado.
Num outro local, Ambrosia desperta. Ela toma posse do corpo de Shinzo novamente e desafia Zankuro para um combate, pois queria se aliar a ele para derrotarem os guerreiros sagrados. Zankuro a expulsa do templo e ela promete se vingar. Incomodado com a áurea de Ambrosia, Zankuro libera a sua energia e isso incomoda os céus. Zankuro estava fora de controle e começou mais uma matança. Depois de eliminar um vilarejo, ele volta para o mesmo templo e desafia a autoridade de Amaterasu.
Quando Shizumaru volta a dormir, Amaterasu avisa que ele teria que eliminar Zankuro, pois ela sabia que ele era o único que tinha autoridade para encará-lo. Shizumaru recusa, mas Nakoruru foi enviada por Amaterasu para a terra para dar segurança a ele. Para que Nakoruru voltasse, sua irmã Ateruru se sacrifica, vindo a nascer novamente no ano de 1982. Nakoruru avisa a Rimururu e seus avós que voltou para prender Zankuro, que estava descontrolado.
Haohmaru estranha o aparecimento de Nakoruru. Ela avisa para ele que estava na hora dos guerreiros sagrados se reunirem para prender Zankuro. Genjuro vê esse momento como uma oportunidade de provar para o mestre que, se ele derrotasse Zankuro, ele iria herdar o segredo da luta e se tornar um honrado samurai. Rimururu avisa para Nakoruru que iria ajuda-la, pois tinha o apoio de Konril, o espírito de um menino que ficou aprisionado num cristal de gelo e que Nakoruru designou, antes de subir aos céus, que protegesse Rimururu e Ateruru e seus avós. Konril dava poder para Rimururu.
Amaterasu dispensa Charlotte, pois o país dela estava em processo de Revolução e dispensa Jubei, pois ele tinha que proteger o xógum. Mas Amaterasu avisa para Hanzo que Ambrosia dominou Shinzo novamente e que ele tinha que derrotar Zankuro, para recuperar Shinzo. Kyoshiro recebe a missão de deixar o kabuki e se unir aos outros guerreiros sagrados. Ukyo desce dos céus para auxiliar os outros, mas sua tuberculose voltou. Ele avisa a Key que ele só voltou por um pouco período, pois ele prefiria viver nos céus sem a doença do que viver sem poder tocá-la. Ela aceita o destino de Ukyo.
Gaira tenta derrotar Zankuro para provar para Nicotine que ele tinha condições de se tornar monge também. Galford sente a presença de Nakoruru e viaja ao Japão para ajudá-la. Mas é impedido por Amaterasu de entrar na briga, pois esse era um assunto que só os guerreiros sagrados podiam resolver. Ele aceita a ordem de Amaterasu e luta para defender alguns vilarejos de bandoleiros.
Quando Zankuro mata os habitantes de um vilarejo vizinho, um desses habitantes era uma mulher chamada Kagaribi, pois ela era a última que sobrara. Um morcego vai até o túmulo do marido dela, Basara Kubikiri e o desperta. Ele fica sabendo que Kagaribi tinha sido assassinada e resolve se vingar de Zankuro.
Ambrosia percebe que dez combatentes estavam dispostos a enfrentar Zankuro. Sabendo que apenas cinco guerreiros iriam tentar detê-lo, não sete, ela resolve ir atrás, mas não se intromete na batalha, pois ela acredita que Zankuro iria matar os cinco guerreiros normais e que iria neutralizar os cinco guerreiros sagrados.
O combate se inicia. Genjuro é o primeiro, mas é derrotado por Zankuro. Depois vem Basara e este também é derrotado. Seu espírito é atormentado pelo espírito de Kagaribi, pois ela o estava alertando que ele não tinha capacidade de enfrentar Zankuro. Ela pediu para que ele sobrevivesse para ele e por ela. Gaira recebe ordem de Haohmaru de rezar pelos guerreiros sagrados.
Nakoruru proibira Rimururu de participar do combate, pois Zankuro estava naquele momento perigoso. mesmo a contragosto e muito brava, Rimururu obedece a irmã e se junta a Gaira nas orações. Ukyo, Haohmaru, Kyoshiro, Hanzo e Nakoruru se unem para tentar derrotar Zankuro, mas a energia dos cinco eram insuficiente contra ele, pois eles eram em sete guerreiros sagrados, e não cinco. No céu, Amaterasu percebera que subestimara o poder de Zankuro, considerado o mais fraco dos três demônios. Ela desce dos céus e se infiltra no corpo de Shizumaru. Um forte brilho toma conta do templo e começa a ruir o teto do templo. As orações de Gaira e Rimururu se tornaram mais fortes. Zankuro reconhece em Shizumaru o filho que ele abandonara a quatorze anos atrás. Pela primeira vez, Zankuro sentiu medo. Com lágrimas nos olhos e com o poder de Amaterasu, o jovem Shizumaru aplica o golpe no pai e este cai desacordado. A chuva caia sobre os oito combatentes, que lamentaram a condição moribunda de Zankuro.
Antes de fechar os olhos, Zankuro diz para todos os presentes que todos eram estúpidos combatentes, bêbados de poder, que lutavam por um trágico final. No final, ele diz que o verdadeiro inimigo estavam dentro deles e depois os agradece pela excelente luta. Depois dessas últimas palavras, ele fecha os olhos. Tristes, mas ao mesmo tempo revoltados, os guerreiros se despedem de Zankuro. Shizumaru fica mais um pouco. Ele diz que tinha amigos que se preocupavam com ele. Diz que era muito cedo para voltar aos céus e se juntar aos seus parentes. Depois ele corre em direção aos outros combatentes.
Depois do desaparecimento dos dez samurais, Amakusa aparece e, tomado por Ambrosia, anuncia que chegou a hora de dominar os estúpidos humanos, mesmo sem a ajuda de Zankuro.

## Personagens
- Haohmaru
- Nakoruru
- Rimururu
- Basara Kubikiri
- Shizumaru Hisame
- Gaira Caffeine
- Hanzo Hattori
- Galford
- Ukyo Tachibana
- Kyoshiro Senryo
- Genjuro Kibagami
- Shiro Tokisada Amakusa
- Zankuro Minazuki
- "Slick" Sukihiro / Kuroko